# 죽동궁

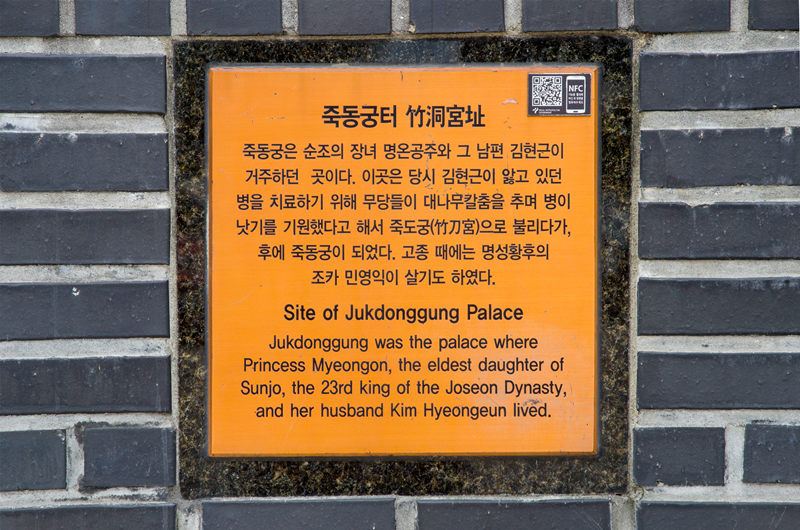
죽동궁 터 설명문

죽동궁(竹洞宮)은 한성 중구 관훈동 198번지 18호에 있던 궁으로 순조의 장녀 명온공주(明溫公主)와 부마 동녕위(東寧尉) 김현근(金賢根)이 거주하였던 궁이다.

## 역사

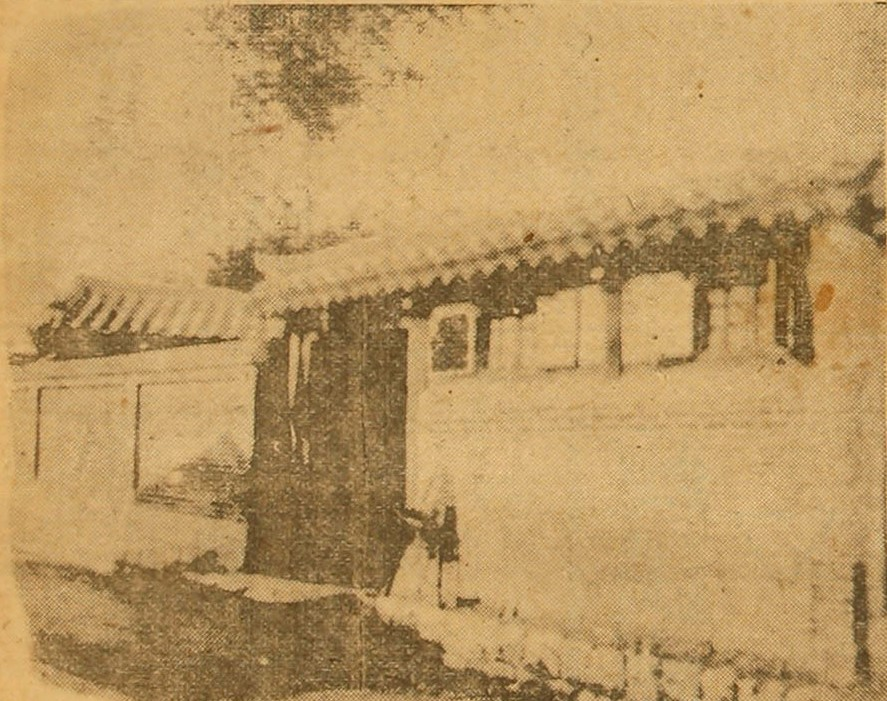
1932년의 죽동궁

본래는 안동김씨 출신의 동녕위 김현근이 앓고 있던 병을 치료하기 위해 무당들이 대나무칼춤을 추며 병이 낫기를 기원했다고 해서 죽도궁(竹刀宮)이라 하였는데, 후에 죽동궁으로 고쳐부른다.
1868년 김현근이 죽어 그 손자 김덕규(金德圭)가 거주하다가 왕실에 귀속되어 고종대에 명성황후의 오빠 민승호에게 하사된다. 그러나 1874년 폭탄 테러로 민승호 일가가 암살당하자 민태호의 친아들 민영익이 민승호의 양자로 입적하고, 죽동궁을 상속받는다. 이후 민영익은 갑신정변으로 망해 중국으로 망명한다. 1914년 민영익 사후에는 죽동궁의 소유권에 대한 싸움이 벌어지는데 결과적으로 민영휘와 중국인 첩 사이에서 태어났다고 알려진 당시 17세의 민정식이 주인이 된다.
그러나 민정식은 소송 등 일련의 사건을 거쳐 재산을 잃고 상해로 돌아간다. 이후 일본인이 집을 소유하는데, 민영익이 모아둔 서화와 골동품 경매가 열리기도 한다. 마지막으로는 민영휘와 첩 사이에서 태어난 민대식이 집을 소유한다.